# Agapetus placidus
Agapetus placidus är en nattsländeart som först beskrevs av Luisa Eugenia Navas 1918.  Agapetus placidus ingår i släktet Agapetus och familjen stenhusnattsländor. Inga underarter finns listade i Catalogue of Life.